# Brachyscleroma areolaris
Brachyscleroma areolaris là một loài tò vò trong họ Ichneumonidae.